# دستان (ملحمة)

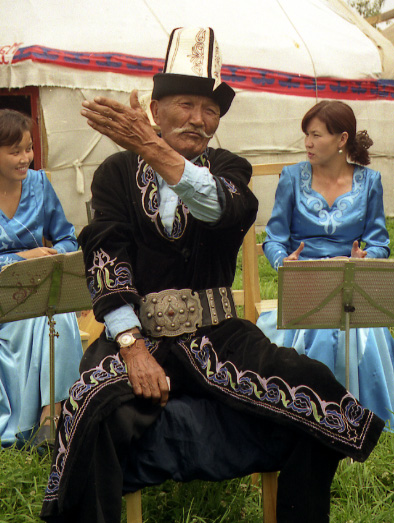

دستان (بالفارسية: داستان. وتعني قصة) هي الحكايا الملحمية في أدب في آسيا الوسطى والشرق الأدنى وتصور الموضوعات الأسطورية والملاحم البطولية أو الأساطير الشعبية بهدف وصف انتصار أو بالأحرى تمجيده.
والدستان صنف معروف في الأدب العثماني.